# Französisches Kriegsgefangenendenkmal
Das französische Kriegsgefangenendenkmal ist ein Denkmal in Darmstadt.

## Geschichte und Beschreibung
Das französische Kriegsgefangenendenkmal erinnert an die in deutscher Gefangenschaft in Darmstadt gestorbenen französischen Kriegsgefangenen des Ersten Weltkriegs.
Die Anlage besteht aus drei Teilen: einer schlichten Wand, auf der die Namen der Gefallenen eingraviert sind, einem Relief und einer Plastik.
Die realistisch gestaltete Plastik zeigt einen im Sterben liegenden, nackten Soldaten, der sehnsüchtig zum Relief hinaufschaut. Das Relief zeigt ein harmonisches Bild einer Mutter mit ihren Kindern.
Die Grabstelle befindet sich im Waldfriedhof Darmstadt bei L 3f.